# Кук, Джон (капитан)
Джон Кук (англ. John Cooke; 17 февраля 1762 — 21 октября 1805, Атлантический океан) — офицер Королевского военно-морского флота, периода американской Войны за независимость, Революционных и Наполеоновских войн. Кук прославился тем, что погиб в рукопашной схватке с французскими войсками во время Трафальгарского сражения в 1805 году. Во время сражения его корабль HMS Bellerophon был сильно повреждён и взят на абордаж французами с линейного корабля Aigle. Кук был убит в завязавшейся перестрелке, но его команда успешно отбилась от противника и в итоге заставила Aigle сдаться.
Кук, в отличие от многих своих сослуживцев, никогда не был заметной светской фигурой. Однако он пользовался большим уважением в своей среде, и после его смерти офицеры, служившие вместе с ним, выражали ему свои соболезнования. Памятники ему были установлены в Соборе Святого Павла и в местной церкви в Уилтшире.

## Биография

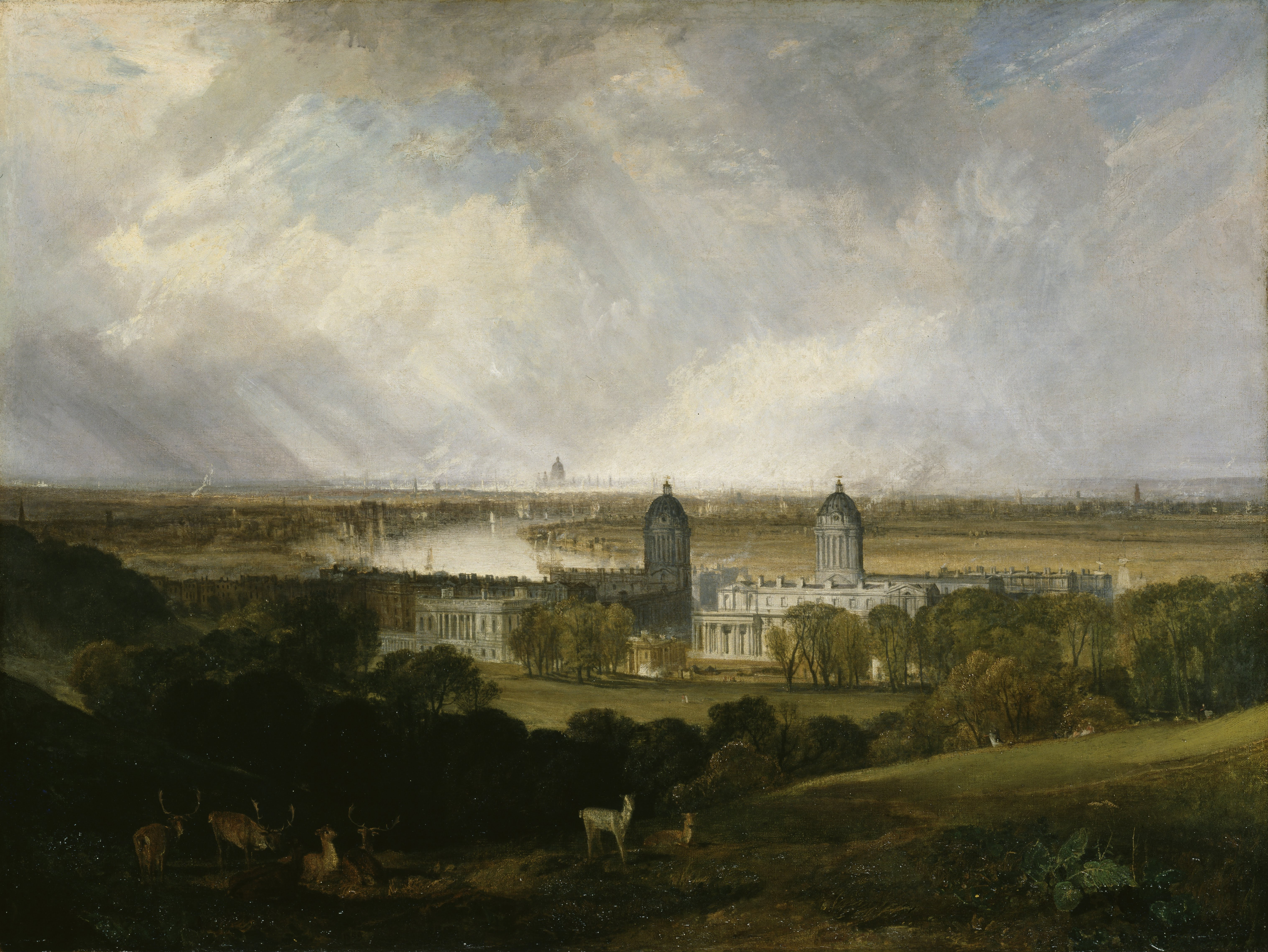
Уильям Тёрнер «Лондон из Гринвичского парка», 1809 год, с Гринвичским госпиталем на заднем плане

Джон Кук родился 17 февраля 1762 года, второй сын Френсиса Кука (1728—1792) и его жены Маргарет (1729—1796), урождённой Бейкер. Френсис был третьим сыном преподобного Джона Кука и Элизабет, старшей дочери доктора Томаса Сайера, архидиакона Суррея. Маргарет была второй дочерью Мозеса и Мэри Бейкер, из прихода Сент-Кристофер-ле-Сток, в лондонском Сити. Род Куков происходил из Девона, где они были землевладельцами и судовладельцами в Кенбери, недалеко от Эксетера и Топшема. Преподобный Джон Кук был бывшим настоятелем Чилболтона и Бишопс-Уолтэма, был назначен каноником и 5-м пребендарием Винчестерского собора епископом Трелони.
К 1750 году Фрэнсис работал в Гринвиче в Адмиралтействе составителем бухгалтерских книг Управления военно-морских выплат и казначеем Гринвичского морского госпиталя в Лондоне. К 1775 году Фрэнсис стал директором Amicable Society for a Perpetual Assurance Office, а 17 июля 1787 года достопочтенный Генри Дандас назначил его кассиром флота. Фрэнсис женился на Маргарет 29 мая 1757 года в церкви Святой Марии, Чатем, Кент. Джон Кук был крещён 5 марта 1762 года в доме Куков в Тентерграунде на Гудманс Филдс, в приходе Святой Марии, Уайтчепел. Сэр Джон Бентли и Уильям Генри Рикеттс были крёстными отцами, миссис Пиготт с Блумсбери-сквер — крёстной матерью.

### Начало военно-морской карьеры
Джон Кук впервые вышел в море в возрасте одиннадцати лет на борту куттера HMS Greyhound под командованием лейтенанта Джона Бейзли, затем проходил обучение в военно-морской академии мистера Бракена в Гринвиче. Его записал на одну из королевских яхт сэр Александр Худ, который стал постоянным покровителем Кука. В 1776 году в возрасте тринадцати лет он получил место мичмана на линейном корабле HMS Eagle. В течение следующих трёх лет Кук служил на борту HMS Eagle, флагманского корабля Североамериканской станции, принимал активное участие в боевых действиях вдоль восточного побережья. Среди этих действий выделяются морские операции во время штурма Род-Айленда в 1778 году, когда Eagle тесно взаимодействовал с американскими подразделениями на берегу. Он отличился во время штурма, заставив адмирала лорда Хау воскликнуть: «Почему, молодой человек, вы хотите стать лейтенантом, не достигнув необходимиго возраста!» 21 января 1779 года Кук был произведён в лейтенанты и поступил на корабль HMS Superb в Ост-Индии под командованием сэра Эдварда Хьюза, но был вынужден взять отпуск по болезни. 
Кук вернулся в Англию, а затем отправился во Францию, где провёл год за учебой, после чего в 1782 году вернулся на флот, получив назначение на 90-пушечный корабль HMS Duke под командованием капитана Алана Гарднера. Кук участвовал в сражении у островов Всех Святых, в которой Duke принял активное участие. Он остался с Гарднером после подписания Парижского договора в 1783 году, положившего конец американской войне за независимость, и служил первым лейтенантом на его следующем корабле, 50-пушечном HMS Europa. Гарднер стал коммодором на Ямайке, подняв свой вымпел на борту Europa и оставив Кука первым лейтенантом, пока Кук не получил травму при неудачном падении и не был отправлен домой. К началу территориального Спора за залив Нутка в 1790 году он достаточно оправился, чтобы принять назначение от своего старого покровителя, сэра Александра Худа, на должность третьего лейтенанта его флагманского корабля, 90-пушечного HMS London. Когда кризис миновал, не перейдя в открытую войну, Кук сошёл на берег.

### Командование фрегатом

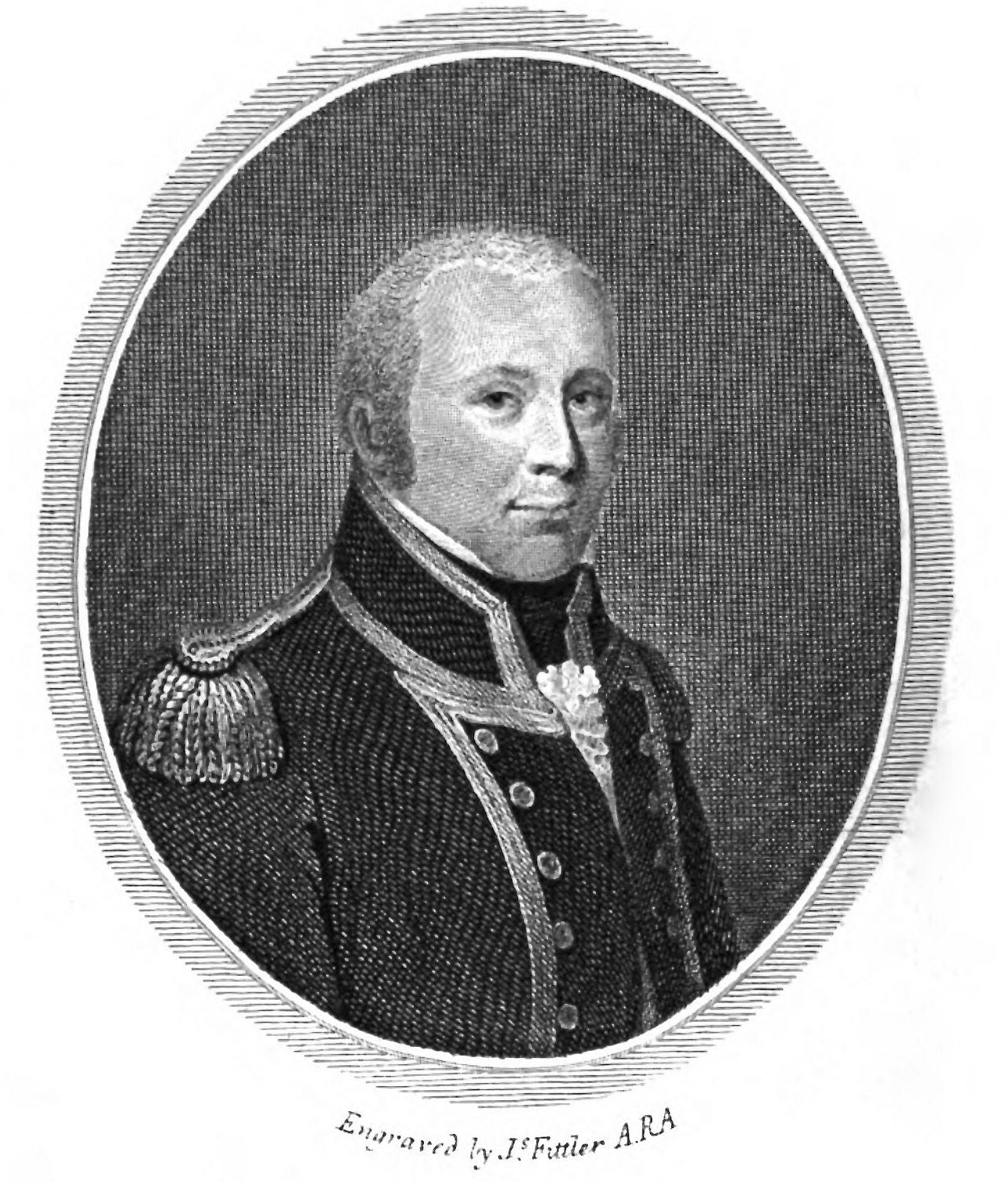
Гравюра с портретом капитана Джона Кука, выполненная Джеймсом Фиттлером в 1807 году

С началом Французских революционных войн в феврале 1793 года Кук вновь присоединился к Худу и стал первым лейтенантом его нового флагмана, 100-пушечного корабля HMS Royal George, входившего в состав Флота Канала. 21 февраля 1794 года Кук был повышен до коммандера и получил в своё первое самостоятельное командование небольшое пожарное судно HMS Incendiary. Три месяца спустя «Incendiary» стал ретранслятором сигналов для Флота Канала во время Атлантической кампании в мае 1794 года, передавая сигналы лорда Хоу и действуя в качестве разведчика в поисках французского флота под командованием Луи Тома Вилларе де Жуайез. 1 июня 1794 года Кук стал свидетелем сражения «Славное первое июня», хотя его крошечный корабль был слишком мал для участия в бою. После этого сражения Кук был включен в общую программу повышения флота и 23 июля 1794 года стал пост-капитаном. В течение года Кук находился у Ньюфаундленда в качестве флаг-капитана сэра Джеймса Уоллеса на 74-пушечном корабле «Монарх», после чего вернулся в Британию и получил предложение командовать 28-пушечным кораблем «Туртерелл». Кук согласился, но когда узнал, что кораблю приказано отправиться в Вест-Индию, отказался от должности, поскольку Гарднер сказал ему, что дальнейшая служба в Вест-Индии, скорее всего, убьёт его.
Вместо этого в начале 1796 года принял командование 36-пушечным фрегатом HMS Nymphe. В течение следующего года «Нимфе» участвовал в блокаде французских атлантических портов, а 9 марта 1797 года вместе с фрегатом «Сент-Фьоренцо» столкнулся с возвращавшимися кораблями после попытки французского вторжения в Британию, которая потерпела поражение у Фишгарда в Уэльсе. Французские корабли попытались уйти в Брест, но были выслежены британцами, которые после нескольких коротких стычек заставили сдаться Résistance и Constance. Ни один из британских кораблей не понёс потерь в бою, а оба французских корабля были впоследствии куплены для Королевского флота, принеся Куку и его команде призовые деньги.
Несмотря на этот успех, Кук был непопулярен среди своих людей из-за строгой дисциплины, которую он насаждал на борту своего корабля. Это было наглядно продемонстрировано всего через два месяца после событий у Бреста, когда «Нимфа» стала участницей мятежа в Спитхеде и Норе. Кук попытался оказать помощь адмиралу Джону Колпойсу во время мятежа, и когда он попытался вернуться на корабль, его команда приказала ему сойти на берег. После мятежа Адмиралтейство тактично отстранило Кука от командования, хотя через два года он был возвращён на службу на борт нового фрегата HMS Amethyst для подготовки к англо-русскому вторжению в Батавскую республику. Во время вторжения «Аметист» доставил герцога Йоркского в Нидерланды, позже участвовал в эвакуации войск после провала кампании. 
В конце 1799 года Кук участвовал в операциях в заливе Киберон, а в 1800 году участвовал в неудачном вторжении в Ферроль. За это время Amethyst захватил шесть французских торговых судов и небольших каперов. В 1801 году Кук участвовал в захвате французского фрегата Dédaigneuse у мыса Финистерре, помогая Сэмюэлю Гуду Линзи и Ричарду Кингу преследовать его 26 января. «Аметист» не вступал в серьёзный бой с «Dédaigneuse» и не получил повреждений, но помог преследовать и поймать в ловушку французский корабль, для дальнейшего захвата. Позднее Dédaigneuse вошёл в состав Королевского флота под названием HMS Dedaigneuse. Вскоре после этого Кук захватил в том же районе испанский корабль «Карлотта» и французский капер «Женераль Брюн».

### Трафальгарское сражение

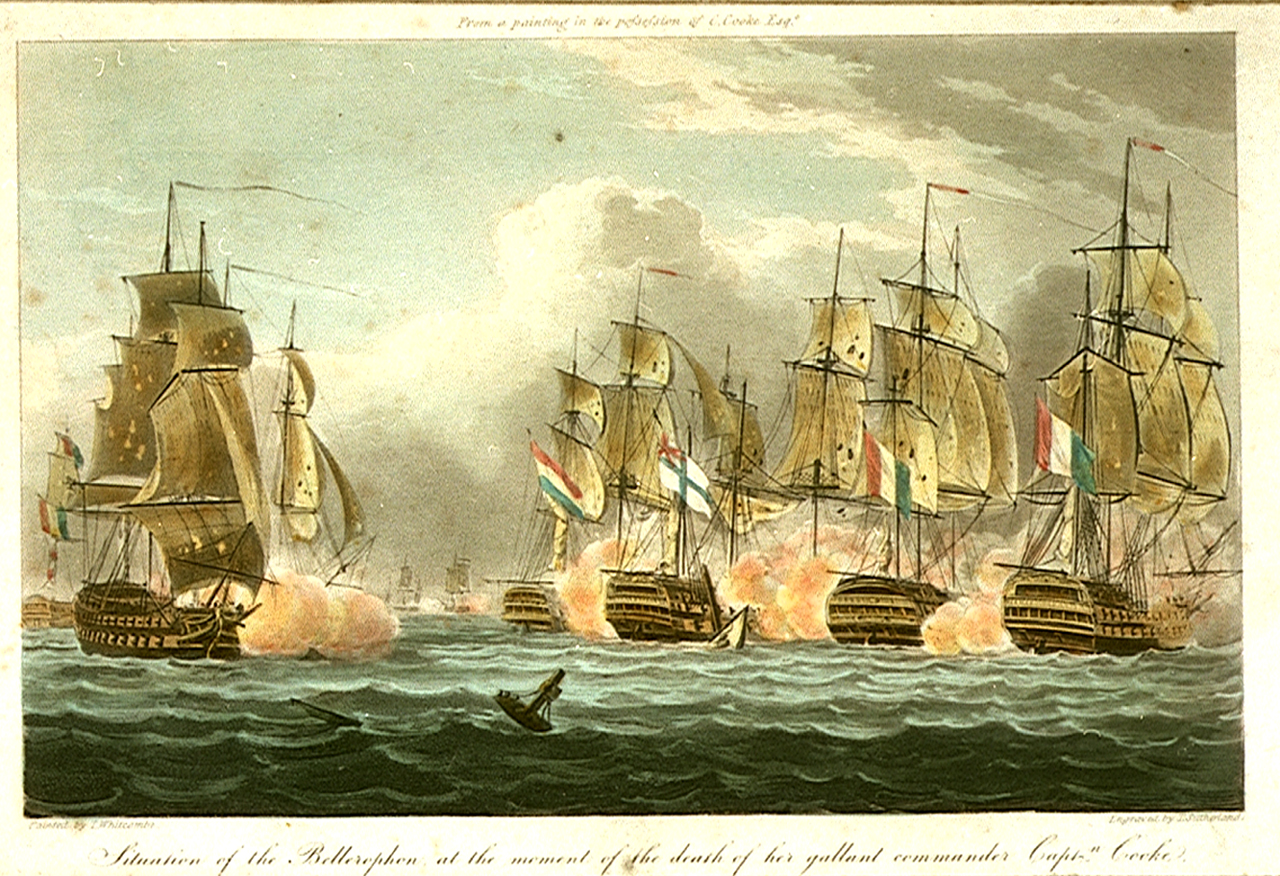
Положение корабля «Беллерофон» в момент гибели капитана Кука

После Амьенского мирного договора Кук ненадолго вышел в отставку на половине жалования, после чего, в 1803 году был вновь призван на флот в начале Наполеоновских войн. Адмирал сэр Уильям Янг в Плимуте попросил Кука стать флаг-капитаном, но Кук тактично отказался, вместо этого подав заявление на действительную службу. 25 апреля 1805 года он принял командование над HMS Bellerophon. В мае, после того как большой объединённый французский и испанский флот под командованием адмирала Пьера-Шарля де Вильнёва бежал из Тулона, начав Трафальгарскую кампанию, Кук получил приказ присоединиться к летучей эскадре под командованием вице-адмирала Катберта Коллингвуда. Эскадра прибыла к Кадису 9 июня, и Коллингвуд отрядил «Беллерофон» и ещё три корабля для блокады Картахены под командованием контр-адмирала сэра Ричарда Бикертона. Когда 20 августа объединённый флот вошел в Кадис, Коллингвуд отозвал силы Бикертона и установил блокаду порта. Коллингвуд получил подкрепление в виде дополнительных кораблей, а затем был заменён Горацио Нельсоном. В это время Кук сказал: «Вступить в генеральное сражение с Нельсоном было бы венцом всех моих военных амбиций». Нельсон поймал флот Вильнёва в ловушку в Кадисе и блокировал гавань в ожидании их попытки бегства.
Франко-испанский флот покинул Кадис 18 октября 1805 года, но вскоре был преследуем Нельсоном и 21 октября вступил в бой. Нельсон сформировал свой флот из двух колонн («дивизий») : наветренная колонна должна была атаковать на севере под его непосредственным командованием, а колонна подветренной стороны — на юге под командованием Катберта Коллингвуда на HMS Royal Sovereign. Кук стоял пятым в линии Коллингвуда, и поэтому его корабль был одним из первых, вступивших в бой с объединённым флотом. Кук предпринял необычный шаг, сообщив своему первому лейтенанту Уильяму Прайсу Камби и своему кормчиму Эдварду Овертону о приказе Нельсона на случай, если он будет убит .
Вскоре «Беллерофон» вступил в плотный бой с французами, прорвав линию противника и сомкнувшись с «Эйглем». Как и на других французских кораблях флота, такелаж и мачты Aigle были заняты мушкетерами и гренадёрами, которые вели непрерывный огонь по Bellerophon и убивали моряков, находившихся на палубе британского корабля. Большая часть огня была направлена на квартердек, где стояли Кук, Камби и Овертон. Камби с удивлением заметил, что Кук всё ещё был одет в свой форменный мундир с погонами, которые выдавали в нём капитана корабля перед французскими снайперами. Кук забыл снять погоны и осознавал опасность, которую они представляли, но ответил: «Слишком поздно их снимать. Я осознаю положение, но умру как мужчина» 
Пока продолжалось сражение, капитан Aigle Пьер-Поль Гуреж приказал своей команде высадиться и захватить Bellerophon, надеясь использовать своё превосходство в численности, чтобы одолеть британский экипаж. Кук отправил Камби вниз, чтобы убедиться, что орудия нижней палубы продолжают вести огонь по французскому кораблю, пока над головой продолжается бой, а сам бросился на французских моряков, высадившихся на квартердек «Беллерофона», застрелив вражеского офицера и вступив в рукопашный бой с теми, кто стоял за ним. Через несколько минут Камби вернулся на палубу с подкреплением снизу, пропуская по трапу смертельно раненного Овертона. Там же находился тяжело раненный квартирмейстер корабля, который сообщил Кэмби, что Кук пал в рукопашной схватке. Заряд, выпущенный Камби очистил палубу «Беллерофона» от французов и он же нашёл Кука смертельно раненым на квартердеке, в его груди застряли две мушкетные пули. Последними словами Кука были: «Дайте мне спокойно полежать минуту. Передайте лейтенанту Камби, чтобы он никогда не нападал».
Камби взял на себя командование повреждённым «Беллерофоном», направил его огонь на «Эйгл» и в конечном итоге заставил французский корабль сдаться после прибытия других британских судов. Беллерофон сильно пострадал, потеряв 27 человек убитыми и 127 ранеными. Хотя Aigle был потерян в хаотичном шторме, последовавшем за сражением, «Беллерофон» уцелел, в основном благодаря руководству Камби. Позднее за заслуги в этом сражении он был произведён в капитаны. Тело Кука было похоронено в море на следующий день после сражения вместе с другими погибшими с «Беллерофона».

### Семья

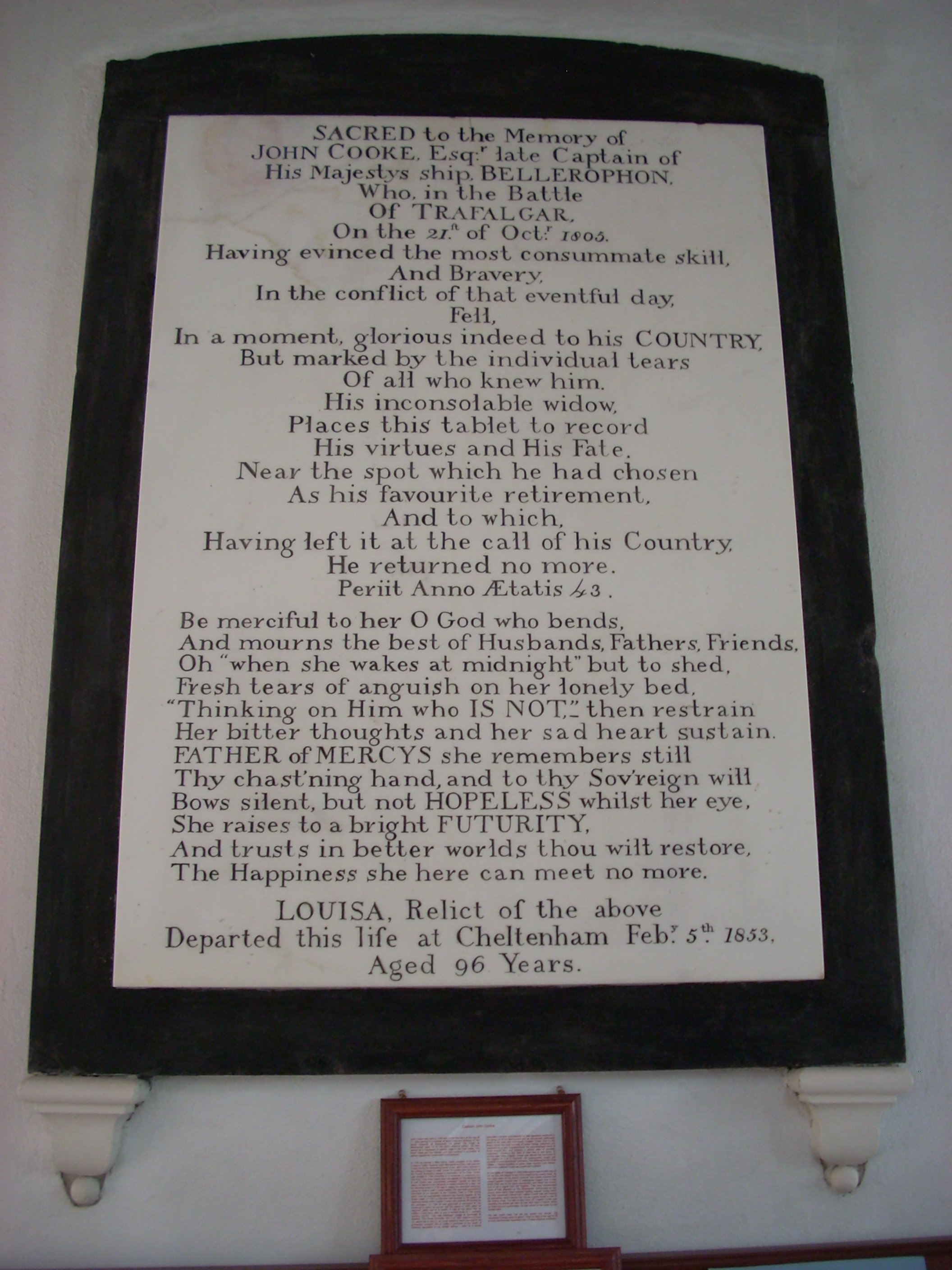
Изображение мемориала Куку в церкви Святого Андрея, Донхед-Сент-Эндрю, в Уилтшире

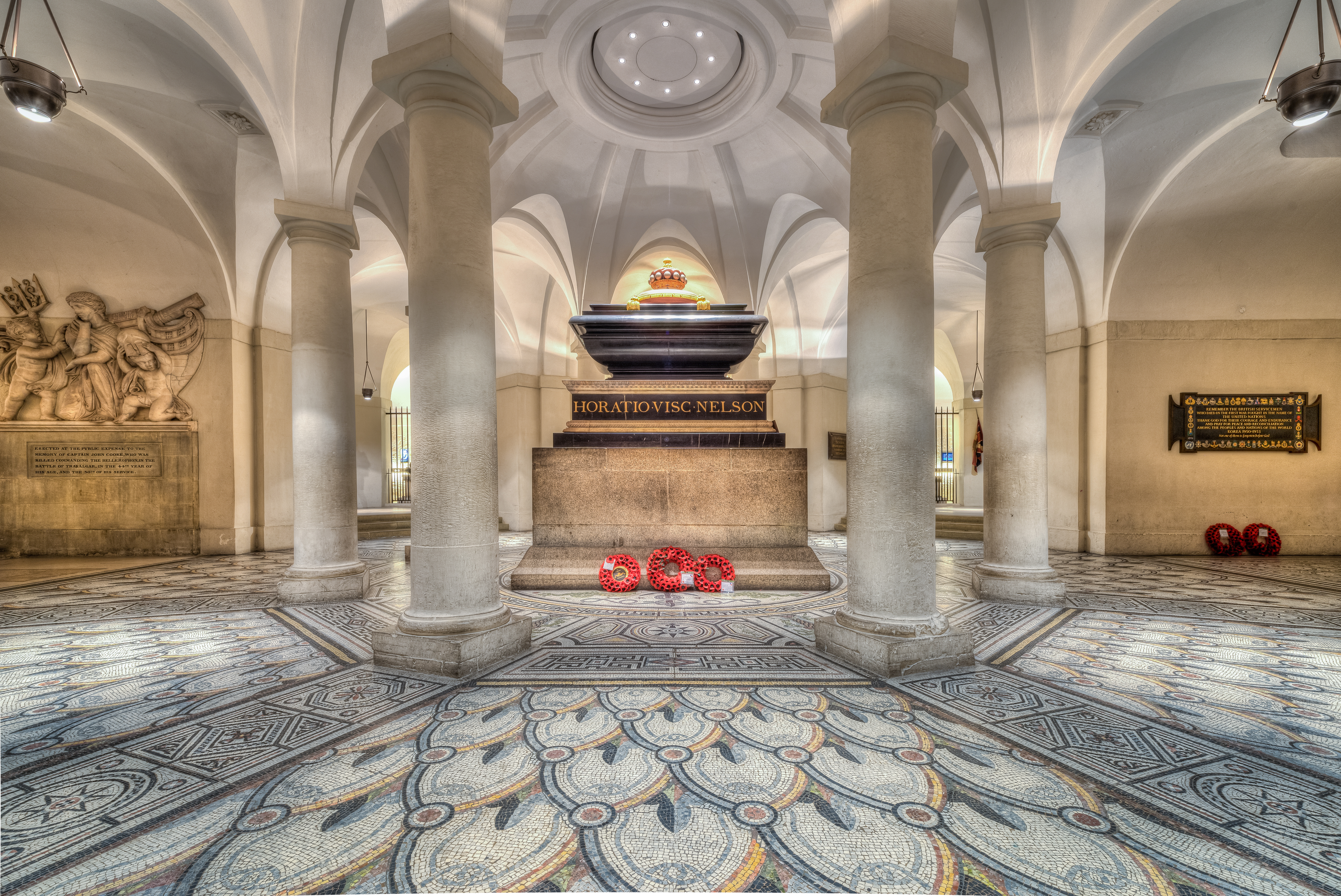
Барельеф с памятной надписью (слева от могилы Нельсона) в Соборе Святого Павла

Смерть Кука, как и смерть Джорджа Даффа и самого адмирала Нельсона, была широко оплакана в Великобритании. Вдова Кука Луиза и их восьмилетняя дочь Луиза Шарлотта получили многочисленные награды и подарки, включая золотую медаль, отчеканенную для капитанов, сражавшихся в этой битве, и большую серебряную вазу, подаренную Патриотическим фондом Ллойда. Золотая медаль и ваза были по завещанию подарены британцам Кэролайн Августой Роллес, правнучкой Кука, после её смерти 14 января 1931 года. 12 апреля 1806 года Луиза и Луиза Шарлотта получили от британского правительства пенсию для вдовы и ребёнка в размере 200 фунтов стерлингов (эквивалент 17 300 фунтов стерлингов в 2021 году) и 50 фунтов стерлингов соответственно.
По крайней мере, часть полученных семьей денег была потрачена на большую мемориальную доску, установленную в церкви Святого Андрея в Донхед-Сент-Эндрю, Уилтшир, недалеко от дома семьи в Донхед-Лодж. Мемориальная доска посвящена жизни и смерти Кука, а также его жены. В соборе Святого Павла ему также установлен памятник. Поступали и благодарности от сослуживцев, в том числе от будущего исследователя Джона Франклина, который служил на «Беллерофоне» при Трафальгаре. Несколько писем, которые Кук написал своему брату до Трафальгара, хранятся в Национальном морском музее.
Кук женился на Луизе, урожденной Харди, 15 июня 1790 года в церкви Святого Леонарда, Шордич. Луиза была четвёртой дочерью Джосайи Харди, бывшего губернатора Нью-Джерси, а затем консула в Кадисе. В 1803 году Кук арендовал Донхед Лодж у барона Генри Арунделла, и Луиза проживала там до 1813 года. Она умерла в своем доме 5 февраля 1853 года (в возрасте 96 лет). Похороны состоялись в церкви Святого Петра 11 февраля 1853 года, с последующим захоронением на церковном дворе. Луиза Шарлотта Кук, их единственный ребенок, родилась 26 января 1797 года в Сток-Дамереле, Плимут. Луиза Шарлотта вышла замуж за Абрахама Джона Ньюэнхема Девоншера из Килшаника, графство Корк, в Челтнеме 9 марта 1820 года. Скончалась после непродолжительной болезни 30 апреля 1871 года (в возрасте 74 лет) и была похоронена на кладбище Баунсерс-лейн, Престбери, Челтнем, 5 мая 1871 года.